# نمازغاه
نمازغاه هي بلدة في مقاطعة ده نو في ولاية صرخنداريا في أوزبكستان.